# Global Family
 Global Family Charity Resort e. V. ist eine touristische Hilfsorganisation. Das Projekt organisiert mit hunderten Hoteliers in Europa Ferien für Opfer von Gewalt, Armut, Katastrophen, Kriegen, Verfolgung und unheilbarer Krankheit, teilweise auch mit therapeutischer Begleitung. Zudem werden kostenlose Einladungen zu diversen Freizeitangeboten, Konzerte, Shows, Circus angeboten. Anfallende Kosten werden vom Verein und den Partnerbetrieben übernommen, der Verein ist eine Non-Profit-Organisation.

## Geschichte
Die Organisation wurde im Juli 2007 vom ehemaligen PR-Berater Polaska-Auer ins Leben gerufen, nachdem der einen offenen Brief in einer Zeitung veröffentlichte, in dem er Hoteliers bat, Urlaube an arme Familien zu verschenken. 12 Hoteliers folgten dem Aufruf und am 7. Juli 2007 wurde in Salzburg der Global Family Charity Resort e. V. gegründet. Präsidentin war zunächst Kristl Moosbrugger vom Hotel Post in Lech, auf sie folgte die Haubenköchin Johanna Maier. Den Ehrenschutz hat die Schauspielerin Barbara Wussow über.
Am 12. Dezember 2012 gründete Polaska-Auer gemeinsam mit Toni Polster den Promi-Fußballclub FC Global Kickers, der den Global Family e. V. unterstützt.

## Aktivitäten und Ziele
Nach dem Slogan „Urlaub ist ein Menschenrecht!“ soll Kindern und Eltern, Opfern von Gewalt, Armut, Katastrophen oder unheilbarer Krankheit, Urlaube ermöglicht werden. Die Idee dahinter ist, dass Urlaub in jeglicher Situation dem Wohlbefinden zuträglich ist den Zielgruppen ein Stück Normalität zurückgegeben wird. Die Familien werden von karitativen Organisationen wie von „Rettet das Kind“, Sozialen Einrichtungen der Gemeinden, Pro Juventute oder der Kinderkrebshilfe, vorgeschlagen. Der Verein arbeitet außerdem mit der Caritas und lokalen Frauenhäusern zusammen.
Vor Ort werden je nach Bedarf spezifische Pflege-, Therapie und Betreuungsangebote organisiert, außerdem werden Kindern und Eltern wenn nötig Psychologen und Therapeuten zur Seite gestellt. Es wird auch mit Angeboten wie „Lernen mit Pferden“ oder Therapiehunden gearbeitet. Weiterhin gibt es die Ferienpaten: das sind „normale Familien“ aber auch Prominente, die gemeinsam mit den „Ausnahmefamilien“ in den Urlaub fahren, um soziale Isolation aufzubrechen. Der Verein arbeitet mit über 300 Hotelbetrieben zusammen.
Während der Covid-19-Pandemie 2020 startete die Aktion „Stille Auktion“, bei der Kunst- und Genussobjekte und Urlaube verersteigert werden oder auch prominente Personen sich versteigern lassen, um Geldspenden zu sammeln. Seit 2021 werden den „Corona Heroes“, exponierten Frauen und Männern, Pflegekräften, Sanitätern und medizinischem Personal, um 50 % vergünstigte Urlaube angeboten.

## Organisation
Der Verein wird geleitet von Generalsekretär Poalska-Auer und Obmann Christoph Gratl. Mitglieder des Vorstandes sind Krystyna Poalska-Auer (Schatzmeister, Reiseleitung), Claudia Lienhart und Peter Pitzinger. In Deutschland wird der Verein von Bayern 3 Radiomoderator Axel Robert Müller und Stevie Münzner repräsentiert, in Italien von der Hoteliersfrau Carmen Kohler. Da sich der Verein als Non-Profit-Organisation betätigt, finanziert er sich ausschließlich von Spenden, Sponsoren oder anderen Zuwendungen. Dafür werden Charity-Veranstaltungen wie Kabarett-Abende oder Galas organisiert. Die Facebookseite wird beispielsweise gratis betreut. Weiters wird der Verein durch ein Netzwerk von Hoteliers getragen, die Urlaubsaufenthalte und Serviceleistungen kostenlos zur Verfügung stellen. Den dritten Pfeiler stellen prominente Testimonials wie z. B. Toni Polster, Barbara Wussow, Timna Brauer, Cornelius Obonya oder Hera Lind dar.